# منتخب كندا لكرة القاعدة للسيدات
منتخب كندا لكرة القاعدة للسيدات (بالإنجليزية: Canada women's national baseball team) هو ممثل كندا الرسمي في المنافسات الدولية في كرة القاعدة للسيدات
.